# Riesenlerche

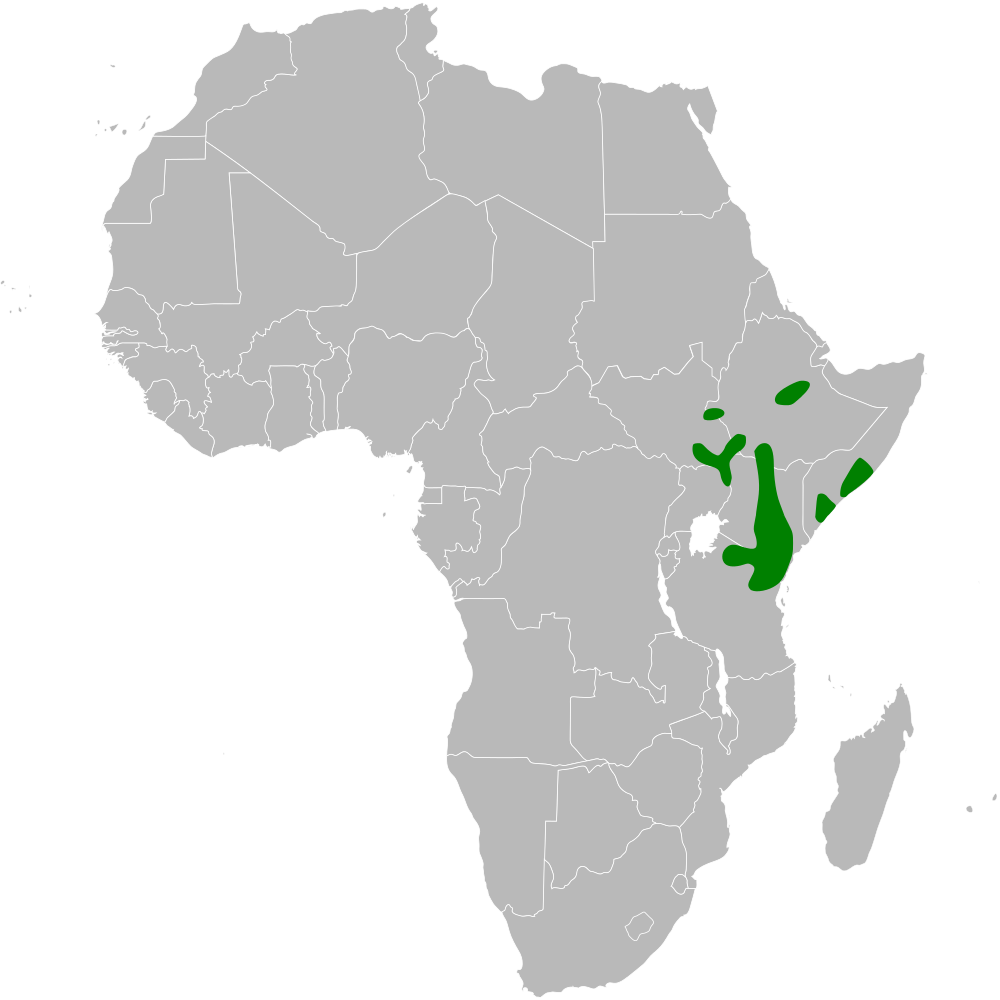
Verbreitungsgebiet der Riesenlerche

Die Riesenlerche (Mirafra hypermetra) ist eine Art aus der Familie der Lerchen. Mit einer Körperlänge von bis zu 21,5 Zentimetern zählt sie zu den größten Lerchenarten. Ihr Verbreitungsgebiet liegt im östlichen Afrika. Man unterscheidet vier Unterarten.
Die Bestandssituation der Riesenlerche wird von der IUCN als nicht gefährdet (least concern) eingestuft.

## Merkmale
Die Riesenlerche ist um etwa 10 Prozent größer als eine Feldlerche. Sie ist insgesamt etwas dunkler und hat einen deutlich längeren und dickeren Schnabel. Sie erreicht eine Körperlänge von 19 bis 21,5 Zentimeter, wovon 7,2 bis 9,3 Zentimeter auf den Schwanz entfallen. Der Schnabel hat eine Länge von 2 bis 2,4 Zentimeter. Sie wiegt zwischen 44 und 68 Gramm. Es besteht kein Geschlechtsdimorphismus.
Die Riesenlerche ist auf der Körperoberseite schwarzbraun, die einzelnen Federn sind gelblich oder rötlich gesäumt. Das Kinn und die Kehle sind weißlich, der Kropf und die Oberbrust sind gelb-rötlich und weisen kleine schwarzbraune Flecken auf. Die übrige Körperunterseite ist hell rostbräunlich. Die Unterschwanzdecken sind rahmfarben. Die Schwingen sind rotbraun bis graubraun. Die Steuerfedern sind graubraun bis schwarzbraun, die äußerste Steuerfeder hat eine rötliche Außenfahne. Der Schnabel ist hornbraun, wobei der Unterschnabel etwas heller ist. Die Iris ist haselnussbraun, die Füße und Läufe sind hellgrau.
Jungvögel unterscheiden sich von den adulten Vögeln durch eine dunklere Körperoberseite und eine blassere Körperunterseite.
Auf Grund ihrer Größe und ihren gelbbraunen bis rotbraunen Schwingen ist sie bei Feldbeobachtungen unverwechselbar.

## Gesang
Der Gesang der Riesenlerche besteht aus lauten flötenartigen Pfiffen, die weithin vernehmbar sind. Die einzelnen Phrasen werden drei- bis viermal wiederholt. Die Riesenlerche gehört zu den Arten, die teilweise mit ihrem Gesang die Rufe anderer Vogelarten imitieren. Bei Gesängen, die über 15 Minuten währten, konnten bislang die Rufe von etwa 20 anderen Arten identifiziert werden.
Der Gesang ist überwiegend von Ansitzwarten aus zu hören. Beim Sing-Schauflug steigt das Männchen nur in eine Höhe von drei bis sechs Metern. Zu den typischen Verhaltensmustern der Riesenlerche zählt, dass sie sich nach Ende des Sing-Schauflugs steil herabfallen lässt und dann noch eine beträchtliche Strecke auf dem Boden läuft.

## Verbreitungsgebiet und Lebensraum
Die Riesenlerche hat ein disjunktes Verbreitungsgebiet im östlichen Afrika. Sie kommt im Nordosten von Tansania, in weiten Teilen Kenias, im Norden von Uganda, im Süden des Sudans sowie im Süden und in der Mitte Äthiopiens vor. Zum Verbreitungsgebiet gehört auch der äußerste Süden von Somalia. Sie ist ein Standvogel.
Der Lebensraum der Riesenlerche sind Tiefebenen, die überwiegend mit Gras und nur vereinzelt mit Büschen und Bäumen bestanden sind. In Teilen der Steppen von Danakil-Somalia ist sie recht häufig.

## Lebensweise
Die Riesenlerche frisst Insekten und vermutlich auch Sämereien. Termiten spielen in ihrer Ernährung eine größere Rolle. Während der heißesten Phasen des Tages sucht sie Schutz unter Grasbüscheln. Störungen entzieht sie sich selten durch Auffliegen, sondern nutzt die Deckung, die ihr der Grasbestand bietet.
In Tansania sind brütende Vögel im November beobachtet worden. In Somalia brütet sie im Zeitraum von April bis Juni. Sie ist wie alle Lerchen ein Bodenbrüter. Das Nest wird versteckt unter Grasbüscheln gebaut. Das Gelege besteht aus zwei bis vier Eiern. Diese sind auf weißlichem Grund olivbraun bis rötlich-braun gefleckt.

## Unterarten
Es werden vier Unterarten unterschieden:
- M. h. kathangorensis Cave, 1940 – Südosten des Sudans
- M. h. kidepoensis Macdonald, 1940 – Süden des Sudans und Nordosten von Uganda
- M. h. gallarum Hartert, 1907 – Äthiopien
- M. h. hypermetra (Reichenow, 1879) – Süden Somalias bis Nordosten von Tansania

## Einzelbelege
1. ↑  Pätzold: Die Lerchen der Welt. S. 53.
2. ↑  Mirafra hypermetra in der Roten Liste gefährdeter Arten der IUCN 2016.1. Eingestellt von: BirdLife International, 2016. Abgerufen am 8. Januar 2017.
3. 1 2  Pätzold: Die Lerchen der Welt. S. 51.
4. 1 2 3  Pätzold: Die Lerchen der Welt. S. 52.
5. ↑  IOC World Bird List 6.4. In: IOC World Bird List Datasets. doi:10.14344/ioc.ml.6.4 (englisch, worldbirdnames.org).